# Agrilus aculeatus
Agrilus aculeatus es una especie de insecto del género Agrilus, familia Buprestidae, orden Coleoptera.
Fue descrita científicamente por Gory, 1841.